# Gaëtan Weissbeck
Gaëtan Weissbeck (Wissembourg, 17 gennaio 1997) è un calciatore francese, centrocampista dell'Apollōn Limassol.

## Carriera
Cresciuto nel settore giovanile dello Strasburgo, debutta in prima squadra il 7 gennaio 2017 in occasione dell'incontro di Coppa di Francia vinto 4-1 contro l'Épinal; trascorre le successive due stagioni con la seconda squadra in Championnat de France amateur 2 dove gioca 41 incontri realizzando 5 reti.
Nel 2017 si trasferisce all'Haguenau, club dove aveva militato a livello giovanile del 2006 al 2011; divenuto subito titolare, nella sua prima stagione realizza 17 reti e fornisce 10 assist.
Il 31 gennaio 2019 viene acquistato a titolo definitivo dal Sochaux con cui firma un contratto di 3 anni e mezzo; rimane comunque all'Haguenau fino al termine della stagione.
Il 26 luglio seguente fa il suo esordio in Ligue 2 in occasione del match pareggiato 0-0 contro il Caen.

## Statistiche
Statistiche aggiornate al 3 novembre 2023.

### Presenze e reti nei club
| Stagione        | Squadra         | Campionato      | Campionato | Campionato | Coppe nazionali | Coppe nazionali | Coppe nazionali | Coppe continentali | Coppe continentali | Coppe continentali | Altre coppe | Altre coppe | Altre coppe | Totale | Totale | Totale |
| Stagione        | Squadra         | Comp            | Pres       | Reti       | Comp            | Pres            | Reti            | Comp               | Pres               | Reti               | Comp        | Pres        | Reti        | Pres   | Reti   |        |
| --------------- | --------------- | --------------- | ---------- | ---------- | --------------- | --------------- | --------------- | ------------------ | ------------------ | ------------------ | ----------- | ----------- | ----------- | ------ | ------ | ------ |
| 2015-2016       | Strasburgo 2    | CFA2            | 20         | 3          |                 | -               | -               |                    | -                  | -                  |             | -           | -           | 20     | 3      |        |
| 2016-2017       | Strasburgo 2    | CFA2            | 21         | 2          |                 | -               | -               |                    | -                  | -                  |             | -           | -           | 21     | 2      |        |
| 2016-2017       | Strasburgo      | L2              | 0          | 0          | CF+CdL          | 1+0             | 0               |                    | -                  | -                  |             | -           | -           | 1      | 0      |        |
| 2017-2018       | Haguenau        | N3              | 27         | 17         | CF              | 2               | 0               |                    | -                  | -                  |             | -           | -           | 29     | 17     |        |
| 2018-2019       | Haguenau        | N3              | 28         | 11         | CF              | 1               | 1               |                    | -                  | -                  |             | -           | -           | 29     | 12     |        |
| 2019-2020       | Sochaux         | L2              | 24         | 2          | CF+CdL          | 1+0             | 0               |                    | -                  | -                  |             | -           | -           | 25     | 2      |        |
| 2020-2021       | Sochaux         | L2              | 36         | 10         | CF              | 1               | 0               |                    | -                  | -                  |             | -           | -           | 37     | 10     |        |
| 2021-2022       | Sochaux         | L2              | 35+2       | 7+0        | CF              | 0               | 0               |                    | -                  | -                  |             | -           | -           | 37     | 7      |        |
| 2022-2023       | Sochaux         | L2              | 32         | 5          | CF              | 0               | 0               |                    | -                  | -                  |             | -           | -           | 32     | 5      |        |
| Totale Sochaux  | Totale Sochaux  | Totale Sochaux  | 129        | 24         |                 | 2               | 0               |                    | -                  | -                  |             | -           | -           | 131    | 24     |        |
| 2023-2024       | Bordeaux        | L2              | 12         | 2          | CF              | 1               | 1               |                    | -                  | -                  |             | -           | -           | 13     | 3      |        |
| Totale carriera | Totale carriera | Totale carriera | 237        | 59         |                 | 7               | 2               |                    | -                  | -                  |             | -           | -           | 244    | 61     |        |

## Palmarès

### Club

#### Competizioni nazionali
- Campionato francese di seconda divisione: 1

Strasburgo: 2016-2017